# Rodent's Revenge
Rodent's Revenge é um jogo de estratégia para computador, criado em 1991 por Christopher Lee Fraley. 
Foi distribuido como parte do Microsoft Entertainment Pack.
O jogador controla um rato, com o objetivo de prender gatos empurrando blocos para os lados.
Para vencer um nível, o jogador deve permanecer vivo e prender todos os gatos com blocos manipuláveis, Ao fazer isto, os gatos são transformados em queijo, que o rato pode comer para adquirir pontos extras.
O jogador possui três vidas durante a partida, que possui cinquenta níveis, que vão se tornando mais difíceis.
O jogador vai recebendo pontos pela velocidade em que cada nível é vencido. As melhores pontuações são exibidas em uma tabela de recordes.